# Weebly
Weebly es una plataforma en línea dedicada a la creación de páginas web. Tiene un servicio gratuito y de pago según la necesidad del usuario. Fue creada en 2006, en San Francisco (California), por David Rusenko, Chris Fanini y Dan Veltri. En enero de 2007 fue seleccionada para el programa de capitalización de empresas de Silicon Valley denominado Y. Usa un estilo de formato Widget, dejando que los usuarios creen páginas con pocos pasos. El usuario arrastra y suelta distintos elementos web (como imágenes, texto, etcétera) en la página. Weebly actualmente compite con sitios como ecoweb, Webnode, Jimdo, Webs, uCoz, Wix y otras páginas de creación de webs genéricas o especializadas en sectores concretos como Turisapps.[2]

## Historia
El concepto de Weebly surgió de los estudiantes David Rusenko, Chris Fanini, y Dan Veltri, que observaron lo complicado que era para muchos de sus compañeros publicar y gestionar trabajos en Internet. Gracias a esto, surgió la idea de permitir a cualquier persona crear su propio sitio web personal de una manera más fácil. A partir del año 2006, Weebly inicia su operación en San Francisco (California). Durante el año 2007, Weebly fue invitado al programa de financiación de empresas de Y Combinator. En ese mismo año, la plataforma levantó una ronda de financiación de varios inversionistas que permitió un mayor crecimiento para su desarrollo.
a los usuarios crear páginas protegidas con contraseña y actualizar los límites de tamaño de archivo, además de permitir recibir servicios de ayuda adicionales. 
A partir del 1 de octubre de 2015, Weebly C (Carbono) integró la plataforma a los dispositivos móviles como Android y iOS, y dispositivos como Apple Watch. Además, mejoró la interfaz de Weebly Dashboard del usuario permitiendo ver estadísticas del tráfico web, comentarios, número de ventas e información de aplicaciones de tercero de App Center en una misma ventana.[3]
El 4 de agosto de 2016, se lanzó «Weebly en español». Con este nuevo lanzamiento, la plataforma web ahora está disponible completamente en español. Esta novedad trajo consigo nuevas funcionalidades como una comunidad íntegramente en español, nuevo servicio de atención al cliente y nuevas formas de pago como el peso mexicano (en México), el euro (en Europa) y el dólar (en Hispanoamérica).[4]

## Características
- Interfaz sencilla que permite arrastrar y soltar los distintos elementos que compondrán la página.
- No requieren habilidades técnicas en programación para sitios web.
- Docenas de diseños o temas profesionales para desarrollar un sitio web, con la posibilidad de modificar el CSS y el diseño HTML para que los usuarios más avanzados los ajusten a sus necesidades.
- Alojamiento de dominio gratuito, bajo el subdominio weebly.com (ejemplo: mi-página-web.weebly.com) (la opción de adherir un dominio más sencillo para el usuario se encuentra en las versiones de pago).
- App Center: una tienda de aplicaciones de terceros para integrar en tu sitio web.
- Servicio de atención al cliente. Weebly ofrece un formulario de correo electrónico en el que una persona puede escribir pidiendo ayuda; Weebly responde inmediatamente a la dirección de correo electrónico incluida en el formulario.
- Blog Weebly, artículos, consejos e información de la plataforma.
- Integración con Google Adsense.
- Espacio publicitario Weebly no obstructivo en la parte inferior del sitio web para usuarios «gratuitos».
- Aplicaciones móviles Android y iOS.
- Otras características.